# Soo Line Railroad
A Soo Line Railroad (SOO) a Canadian Pacific Railway (CP) elsődleges amerikai vasúti leányvállalata, a hat amerikai I. osztályú vasúttársaság egyike, amelyet a Soo Line Corporation irányít. Bár a nevét a Minneapolis, St. Paul and Sault Ste. Marie Railroad (MStP&SSM) nevéről kapta, amelyet a Sault fonetikus írásmódja után Soo Line néven ismertek, 1961-ben alakult meg e vállalat és a CP két másik leányvállalatának egyesítésével: A Duluth, South Shore and Atlantic Railway és a Wisconsin Central Railway. Emellett más I. osztályú vasúttársaságok jogutódja, köztük a Minneapolis, Northfield and Southern Railway (1982-ben felvásárolt) és a Chicago, Milwaukee, St. Paul and Pacific Railroad (Milwaukee Road, 1985-ben csődeljárás során felvásárolt). Másrészt 1987-ben nagy mennyiségű mérföldet leválasztottak a Wisconsin Central Ltd. részére, amely ma a Canadian National Railway része. A Soo Line Railroad és a Delaware and Hudson Railway, a CP másik nagy leányvállalata (a 2008-as DM&E felvásárlás előtt) jelenleg Canadian Pacific Railway néven működik. A legtöbb berendezést átfestették a CP sémájára, de az amerikai felszíni szállítási hivatal a CP összes amerikai leányvállalatát a Soo Line név alatt csoportosítja a jelentéstétel céljából. A minneapolisi központ a Canadian Pacific Plaza épületében található, miután a közeli Soo Line épületből költöztek át.

## Nevet viselő személyszállító járatok
A vasút több távolsági vonatot is közlekedtetett:
- Laker: Minneapolis – Duluth – Ashland
- Soo-Dominion: Chicago – Vancouver
- Winnipeger:: Saint Paul – Winnipeg

## Elnökök
A Soo Line Railroad elnökei a következők voltak:
- Leonard H. Murray, 1961–1978, korábban a Duluth, South Shore és Atlantic Railway elnöke.[2]
- Thomas M. Beckley, 1978–1983
- Dennis Miles Cavanaugh, 1983–1986, 1987–1989
- Robert C. Gilmore, 1986–1987
- Edwin V. Dodge, 1989–1996